# Hauptidia cretacea
Hauptidia cretacea är en insektsart som först beskrevs av Moravskaya 1951.  Hauptidia cretacea ingår i släktet Hauptidia och familjen dvärgstritar. Inga underarter finns listade i Catalogue of Life.